# کریس ساوینو
کریس ساوینو (انگلیسی: Chris Savino؛ زادهٔ ۱۹۷۲/۱۹۷۱) کارگردان، نویسنده و تهیه‌کننده تلویزیونی، فیلم‌نامه‌نویس و کارتونیست اهل ایالات متحده آمریکا است. وی از سال ۱۹۹۱ میلادی تاکنون مشغول فعالیت بوده‌است.